# Kardžiang
Kardžiang (také Karjiang) je hora vysoká 7 221 m n. m. nacházející se v pohoří Himálaj v Tibetské autonomní oblasti Čínské lidové republiky. Nachází se několik kilometrů severně od hranic s Bhútánem. Směrem na jihozápad leží vrchol Kula Kangri vzdálený 4,5 km. 

## Vedlejší vrcholy
Vedle hlavního vrcholu má Kardžiang (také Kardžiang I nebo Karjiang south) ještě další vedlejší vrcholy:
- Kardžiang II (dříve nazývaný severní vrchol), 7 018 m
- Taptol Kangri (také Kardžiang III), 6 824 m
- Kangmi Kangri, 6 412 m

## Prvovýstupy
Na nejvyšší vrchol Kardžiang I nebyl proveden prvovýstup.
V říjnu 1986 japonská expedice zrušila výstup na hlavní vrchol a rozhodla se pro prvovýstup na Kardžiang II. Horolezci Nobuhiro Shingo, Kenji Tomoda a Hiroshi Iwasaki dosáhli vrcholu 14. října 1986.
Taptol Kangri a Kangmi Kangri byly poprvé vylezeny v říjnu 2001 nizozemskou expedicí. Dne 19. října 2001 vystoupali Haroen Schijf, Pepijn Bink, Willem Horstmann a Rein-Jan Koolwijk severní stěnou na Taptol Kangri. Na vrcholu Kangmi Kangri poprvé stanuli 21. října 2001 Rudolf van Aken a Court Haegens.